# A32高速公路
A32高速公路是法国一条尚未建设的高速公路，目的是缓解A31高速公路的交通压力。规划中的A32连接法国东北部的图勒和法国-卢森堡边界。
A32的建设讨论始于1990年，方案计划将现为免费的A31改为收费道路。此外，该高速的建设将横贯摩泽尔河河谷，不利于当地的生态保护。